# لي تشانغ-هو
لي تشانغ-هو (هانغل: 이창호) هو لاعب كرة قدم كوري جنوبي في مركز الوسط، ولد في 5 أبريل 1989 في كوريا الجنوبية. شارك مع منتخب كوريا الجنوبية تحت 20 سنة لكرة القدم. أما مع النوادي، فقد لعب مع Hwaseong FC ‏.

## وصلات خارجية
- لي تشانغ-هو على موقع دوري كوريا الجنوبية (الإنجليزية)
- لي تشانغ-هو على موقع قاعدة بيانات كرة القدم.إي يو (الإنجليزية)
- لي تشانغ-هو على موقع Soccerway.com (الإنجليزية)